# Endless (Frank Ocean)
Endless è un visual album del cantante statunitense Frank Ocean, pubblicato il 19 agosto 2016 dalle etichette discografiche Fresh Produce e Def Jam in esclusiva su Apple Music.
È stato messo in commercio un giorno prima della pubblicazione di Blonde, il secondo album in studio dell'artista, al fine di concludere il contratto con l'etichetta Def Jam Recordings.

## Tracce
1. Device Control – 0:56
2. At Your Best (You Are Love) – 5:21
3. Alabama – 1:25
4. Mine – 0:32
5. U-N-I-T-Y – 2:54
6. Ambience 001: A Certain Way (Ambience 001) – 0:11
7. Comme des garçons – 0:59
8. Xenons – 0:31
9. Ambience 002: Honey Baby (Ambience 002) – 0:09
10. Wither – 2:34
11. Hubolts – 1:48
12. In Here Somwhere – 1:45
13. Slide on Me – 3:07
14. Sideways – 1:54
15. Florida – 1:15
16. Impietas / Deathwish (ASR) – 1:56
17. Rushes – 3:26
18. Rushes To – 2:12
19. Higgs – 3:39
20. Mitsubishi Sony – 2:26
21. Device Control (Reprise) – 7:04

Durata totale: 46:04